# 金塔纳尔德尔雷
金塔纳尔德尔雷，是西班牙卡斯蒂利亚-拉曼恰昆卡省的一个市镇。总面积80平方公里，总人口6575人（2001年），人口密度82人/平方公里。